# Alysiasta abbreviata
Alysiasta abbreviata är en stekelart som först beskrevs av Bhat 1979.  Alysiasta abbreviata ingår i släktet Alysiasta och familjen bracksteklar. Inga underarter finns listade i Catalogue of Life.